# كتشلة أباد (أرومية)
كتشلة أباد (بالكردية: کەچەلە) هي إحدى القرى التابعة لـمرغور في ريف قسم سيلوانه من مقاطعة أرومية، في محافظة أذربیجان الغربیة الإيرانية.

## السكان
حسب إحصاءات سنة 2006، بلغ إجمالي السكان في كتشله 483 نسمة وعدد المساكن 100 مسكن. لغة سكان كتشله هي اللغة الكردية و هم من أهل السنة والجماعة والمذهب الشافعي.